# Juicio a Carlos Andrés Pérez
El juicio a Carlos Andrés Pérez fue un juicio sucedido en Venezuela entre 1993 y 1996 al presidente Pérez, posterior al proceso de destitución en contra suyo. Fue el segundo juicio en condenar a un mandatario de Venezuela, después del juicio de 1963 a Marcos Pérez Jiménez. Sus ministros Alejandro Izaguirre y Reinaldo Figueredo fueron juzgados con él, siendo los tres condenados a prisión, en el caso de Pérez, bajo arresto domiciliario.
Pérez fue liberado en 1996 tras la prescripción de sus cargos y nuevamente encarcelado bajo arresto domiciliario en 1998, aunque salió tras ganar las elecciones de ese año como senador.

## Antecedentes
Existió una misión secreta, denominada Operación Orquídea, con la que el gobierno de Pérez envió un total de 40 policías venezolanos a Managua para custodiar a la recién electa presidenta, Violeta Chamorro, quien, al ganar, terminó con el gobierno sandinista de Daniel Ortega y cuyo país se hallaba en guerra civil.
En 1992 el periodista José Vicente Rangel reveló que el presidente Carlos Andrés Pérez, había utilizado 250 millones de bolívares pertenecientes al presupuesto del Ministerio de Relaciones Interiores para financiar las elecciones en Nicaragua, apoyando al gobierno de Violeta Chamorro.

## Juicio
José Vicente Rangel denunció sus descubrimientos ante la Comisión de Contraloría del Congreso Nacional, de ahí las conoció la Contraloría General de la República, posteriormente pasó al Juzgado Superior de Salvaguarda del Patrimonio Público y finalmente, a la Corte Suprema de Justicia en Pleno.
En marzo de 1993 el Fiscal General de la República en ese momento, Ramón Escobar Salom, introdujo una acusación en contra de Pérez por malversación de fondos. En mayo de 1993 la Corte Suprema de Justicia determinó que había méritos suficientes para la apertura de un juicio en contra del mandatario.
El Congreso de Venezuela decidió destituir a Carlos Andrés Pérez del cargo de presidente para que enfrentara el proceso judicial. Pérez justificó los gastos investigados como legítimos pues, según él, tenían como motivación principal asegurar la estabilidad de Centroamérica después de años de conflictos, en los que él había participado como mediador.
El juicio tuvo diversas irregularidades. Los apoderados jurídicos señalaban que este juicio tenía un carácter político irrefutable. En un artículo del Diario de Caracas de 1993 se señaló que la investigación estuvo viciada en sus orígenes, sus motivaciones fueron políticas, las primeras decisiones se dictaron bajo presión y se desconocieron garantías fundamentales en el Estado de Derecho. En el juicio no se respetaron los derechos consagrados en los artículos 361, 367 y 369 del Código de Enjuiciamiento Criminal y la Corte rechazó la petición de defensa, a pesar de lo señalado.

### Arresto y condena
En mayo de 1994 Pérez fue arrestado, siendo recluido al principio en el Internado Judicial de El Junquito, a unos 20 kilómetros de Caracas. Por su edad, sin embargo, permaneció bajo arresto domiciliario. Los magistrados ordenaron también la detención de los ministros de Pérez Reinando Figueredo y Alejandro Izaguirre y los ex-directores de Administración Carlos Vera Aristigueta y Oscar Barreto Leiva, así como otra persona más.
El presidente Rafael Caldera le dio una amnistía al exministro Izaguirre en la Navidad de 1994.
En 1995 la Corte Suprema le envió un cuestionario a la presidenta Violeta Chamorro para recabar su testimonio respecto a los hechos investigados, siendo la primera vez en Venezuela que un presidente en ejercicio de un país es requerido como testigo para un juicio que se realice en otro.
En 1996 la Corte Suprema determinó la culpabilidad de Pérez por «malversación genérica agravada» y lo sentenció a dos años y cuatro meses de prisión. El exministro Vera Aristigueta fue condenado por «malversación genérica agravada en grado de complicidad» y el exministro Izaguirre fue condenado a «a restituir, reparar o indemnizar los perjuicios inferidos al patrimonio público».

### Liberación de Pérez y dos juicios posteriores
Pocos meses después de esta decisión, Pérez fue liberado porque su sentencia empezó a contarse desde que fue detenido en 1994. Sin embargo, en 1997 la Corte Suprema de Justicia ordenó a Pérez y a sus exministros devolver a la nación 603.000 dólares. Pérez, por su parte, aseguró que no iba a hacer tal cosa, diciendo: «no tengo plata».
En 1998 Pérez fue acusado, una vez más, de malversación de fondos públicos. Se le acusó de tener cuentas en bancos estadounidenses junto a su pareja y exsecretaria privada, Cecilia Matos. Se le impuso arresto domiciliario, pero salió en libertad ese mismo año tras ser elegido senador. En 2001 se anunció el inicio de otro juicio en su contra. En ese momento Pérez estaba en República Dominicana. Carlos Andrés Pérez no regresó nunca a Venezuela a enfrentar su juicio.
En 2007 la Corte Interamericana de Derechos Humanos demandó al Estado venezolano alegando que este violó los derechos consagrados en la Convención Americana sobre Derechos Humanos de Oscar Barreto Leiva, quien fue encontrado culpable de «malversación genérica agravada en grado de complicidad».
Después de fallecido el presidente Pérez, Sergio Ramírez, antiguo vicepresidente de Nicaragua, declaró al periódico La Prensa en 2011 que Carlos Andrés Pérez financió con más de 100.000 dólares mensuales a las guerrillas sandinistas para que derrocaran al dictador Anastasio Somoza.